# Complemento nominal
Complemento nominal é o termo que, acrescentando a outro termo da oração, explica ou esclarece o sentido de um nome.

## Exemplos
"Marcos tem orgulho de Estela."
- Orgulho de quem? (Pergunta a frase)
- De Estela (Complemento nominal);
"Faz tempo que não tenho notícia de Tomás  "
- Notícia de quem?
- De Tomás. (Complemento nominal);
"Sou favorável à sua promoção"
- Favorável a quê?
- A sua promoção. (Complemento nominal);
"Estou certo de que você está doente"
- Certo de quê?
- De que você está doente. (Complemento nominal);

## Distinção entre complemento nominal e adjunto adnominal
Para distinguir complemento nominal e o adjunto adnominal, deve-se levar em consideração quatro fatores:
1) Somente o complemento nominal pode ligar-se a adjetivos ou advérbios.
Exemplos:
Ele é perito (adjetivo) em cirurgia (complemento nominal).
Ela está longe (advérbio) da verdade (complemento nominal).
2) Somente o adjunto adnominal pode ligar-se a substantivos concretos.
Exemplos:
Recebi o livro (substantivo concreto) de literatura (adjunto adnominal).
Há homens (substantivo concreto) sem responsabilidades (adjunto adnominal).
3) Tanto o adjunto adnominal quanto o complemento nominal podem ligar-se a substantivos abstratos. Para distingui-los, nestes casos, é necessário analisar se o termo preposicionado é alvo ou agente do ato. Se o termo estiver funcionando como alvo, destino da ação, será complemento nominal. Se o termo for o agente do fato, será adjunto adnominal.
Exemplos:
A resposta ao público (alvo da resposta - complemento nominal) foi satisfatória.
A resposta do patrão (emissor da resposta - adjunto adnominal) foi insatisfatória.
4) Somente o adjunto adnominal indica tipo, matéria, posse.
Exemplo:
Ele tem amor de mãe - indicativo do tipo de amor: materno. Neste caso, temos um adjunto adnominal.
Ele tem amor à mãe - à mãe é o alvo do amor. Neste caso, temos um complemento nominal.